# ディミトリス・コロヴォス
ディミトリス・コロヴォス（ギリシア語: Δημήτρης Κολοβός、1993年4月27日 - ）は、ギリシャのサッカー選手。ギリシャ代表。ポジションはMFもしくはFW。

## クラブ歴

### パニオニオス
アテネに生まれ、アテネの地域リーグに所属するPASオロポスに2009-10シーズンは所属した。2010年にパニオニオスFCに移籍した。2012年にディミトリス・エレフセロプーロスが監督に就任すると、ボローニャFCやAEKアテネFC、PAOKテッサロニキといったクラブから興味を持たれるようになった。
パニオニオスで一番の有望株としても考えられるようになり、2012年1月にはACFフィオレンティーナが推定25万ユーロのオファーを出したもののこれを拒否した。5月には2016年まで契約を延長した。
2013年8月にオリンピアコスFCに75万ユーロで完全移籍、そして1年間は期限付き移籍の形で引き続きパニオニオスに在籍する事となった。なおその後期限付き移籍は延長された。

### オリンピアコス
2015年9月26日の試合でセバとの交代で途中出場し、オリンピアコスで初出場を記録した。12月2日のキペロ・エラーダスで移籍後初得点を記録した。
2016年6月15日にKVメヘレンに1シーズンの期限付き移籍。7月29日に移籍後初出場、9月10日に移籍後初得点を記録した。翌年2月18日の試合では得点を記録した6分後にヨルゴス・ガリツィオス相手にチャレンジを仕掛けた所、右前十字靭帯を断裂した。翌日に全治6ヶ月から8ヶ月の見込みであるとクラブから発表された。

### メヘレン
オリンピアコスから期限付き移籍中に前十字靭帯を断裂したものの、メヘレンは彼の買取に興味を示した。2017年5月8日に移籍金75万ユーロの3年契約で完全移籍。復帰戦は10月21日となり、結局8ヶ月の離脱となった。結局シーズンで12試合無得点無アシストに終わると、ヴィレムIIに期限付き移籍となった。
2018年12月28日にオモニア・ニコシアに買取オプションつきで半年の期限付き移籍。2019年1月19日の試合では出場3試合目ながらMOMに輝いた。3月29日に買取オプションを行使して移籍金12万ユーロと引き換えに2年半契約を締結、3月31日になる前に買い取っておく事で他のクラブからの興味を撥ね退けた。

### パナシナイコス
同年7月18日にパナシナイコスFCがオモニアから彼を3年契約で獲得、移籍金は明らかになっていない。加入に際しては「パナシナイコスのファミリーに入れてとても嬉しいです。このビッグクラブがゴールを獲得するために怪我なくやっていきたいと思っています。自分にとってはパナシナイコスがどれだけ大きなクラブであるかを知らしめるまたとない機会を得たと思っています。自分を評価してくれたダビザス、ドニス両氏、そしてこの2日間で驩迎のメッセージを送ってくれたサポーターの皆様に感謝しています。」とコメントした。
2020年9月11日にFCシェリフ・ティラスポリに1シーズンの期限付き移籍。

### シェリフ・ティラスポリ
2021年7月28日にシェリフ・ティラスポリに完全移籍。トルコやイスラエルの方面からも驩心を持たれていたが、レギュラーで出ていた事、そして何よりUEFAチャンピオンズリーグ予選に出られる事を重視してシェリフ・ティラスポリに完全移籍した。8月17日のUEFAチャンピオンズリーグ 2020-21 予選・NKディナモ・ザグレブ戦ではボレーシュートを決めて勝利に貢献した。その後クラブは史上初のUEFAチャンピオンズリーグ本戦進出を果たした。

### コジャエリスポル
2022年2月1日、1年半契約でコジャエリスポルに移籍した。

## 代表歴
アンダー代表としてはUEFA U-19欧州選手権2011、2013 FIFA U-20ワールドカップに出場経験がある。
2014年11月9日、負傷したディミトリオス・サルピンギディスの代役としてA代表初招集。4日後のセルビア代表との親善試合で代表初出場を記録した。
2019年3月19日にはUEFA EURO 2020予選・グループJのリヒテンシュタイン代表、ボスニア・ヘルツェゴビナ代表戦のメンバーに招集された。ボスニア・ヘルツェゴビナ代表戦ではゼカのクロスに合わせて代表初得点を記録した。